# اوچالیا (تریکالا)
اوچالیا (به لاتین: Oichalia) یک شهرک در یونان است که در Farkadona Municipality واقع شده‌است.